# Carlos Vega
Pour le musicologue argentin, voir Carlos Vega (musicologue).
Carlos Vega (né le 7 décembre 1956 et décédé le 7 avril 1998) est un batteur américain.

## Biographie
Carlos grandit à Los Angeles où il y rencontre au lycée les musiciens Michael Landau, Jeff Porcaro et Steve Lukather. Carlos Vega est un batteur de session d'origine cubaine basé à Los Angeles, surtout connu pour ses performances avec James Taylor. Vega contribue à une grande variété de musique lors de la montée et de la popularité du mouvement des auteurs-compositeurs-interprètes californiens. Outre sa longue collaboration avec James Taylor, il joue avec Freddie Hubbard, Boz Scaggs, Lee Ritenour, Vince Gill, Reba McIntire, Olivia Newton-John (sur Physical (en) et sur la bande-son de Grease), Larry Carlton, Linda Ronstadt, Joni Mitchell, Randy Newman, David Garfield (en), Luis Miguel ou encore Georges Benson. En France, il a notamment travaillé avec le chanteur Renaud. En 1985, il a joué sur l'album Rock'n'Roll Attitude de Johnny Hallyday, réalisé par Michel Berger.
Le batteur Steve Jordan, un ami de Vega depuis les années 1980, explique de Vega qu'il est « une force stabilisatrice dans n'importe quel groupe dans lequel il jouait, c'est la raison pour laquelle cette chose est si choquante pour tout le monde, parce que les circonstances de son départ étaient si incongrues avec sa vie, du moins telle que nous la voyons[réf. nécessaire]. » Jordan ajoute que Vega « a rempli au maximum la fonction de batteur en tant que capitaine du navire. Là où [le regretté Toto et le batteur de session] Jeff Porcaro s'est arrêté, Carlos a repris[réf. nécessaire]. » Carlos Vega décède chez lui d'une blessure par balle apparemment auto-infligée à la veille d'une apparition prévue le 8 avril avec Taylor dans The Oprah Winfrey Show, selon un rapport publié,.